# 1856 v športu
1856 v športu.

## Bejzbol
- Štirje Manhattanski klubi odigrajo devet tekem. Več ostalih klubov v sedanjem New Yorku tudi odigra tekmo ali dve.Dnevni in tedenski časniki poročajo o rezultatih.

## Lacrosse
- Ustanovljen Montreal Lacrosse Club v Montrealu s strani W. Georga Beersa, prvo organizirano lacrosse moštvo. Razvijejo tudi prva znana zapisana pravila lacrossa

## Veslanje
- Regata Oxford-Cambridge – zmagovalec Cambridge

## Rojstva
- 2. december — Louis Zutter, švicarski telovadec